# Kyle McCann
Kyle Joseph McCann (Atlanta, Georgia, 2 de diciembre de 1997), más conocido como Kyle McCann, es un jugador profesional estadounidense de béisbol que se desempeña en la posición de cácher en Athletics, equipo de las Grandes Ligas de Béisbol (MLB).

## Carrera
En 2024, McCann hizo su debut en la MLB con el equipo Athletics, donde lleva jugando una temporada.